# Skänninge
För andra betydelser, se Skänninge (olika betydelser).

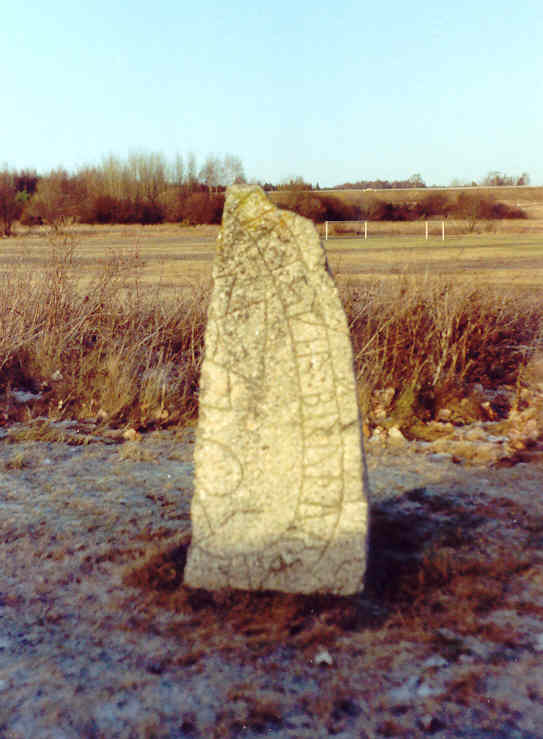
En halv runsten vid S:ta Ingrids kloster. En gång, då runstenen var hel, har det stått: "Östen reste denna sten efter Eskil, sin broder".

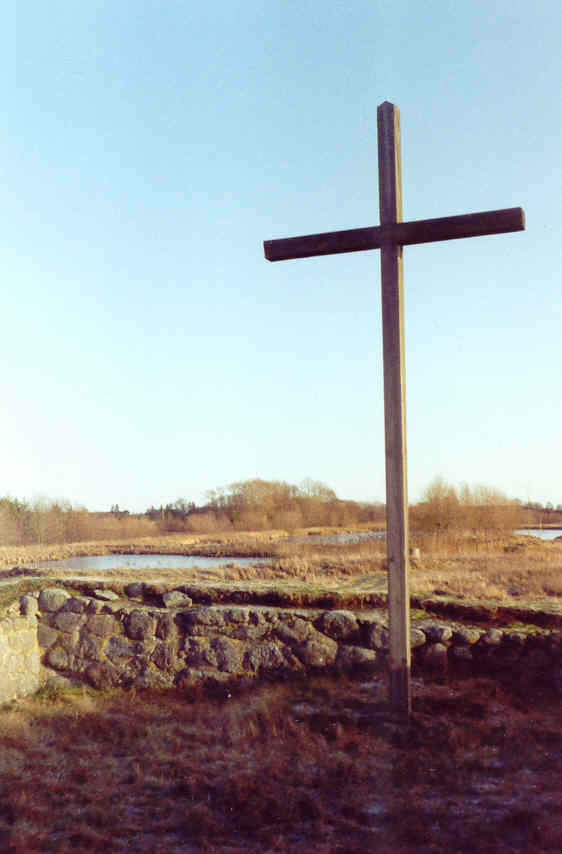
Hospitalet i Skänninge, Sveriges första sjukhus.

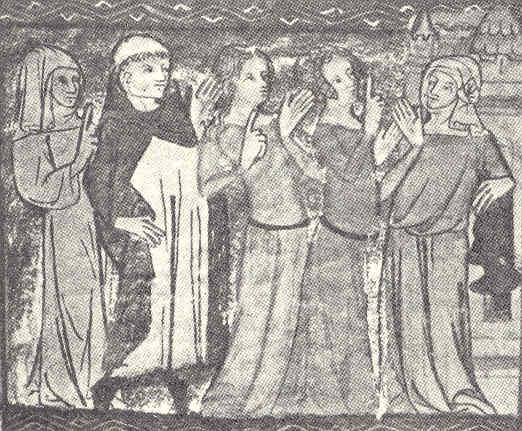
Tillsammans med en grupp rika och fromma kvinnor öppnade Petrus de Dacia ett av landets två kvinnliga dominikankonvent i Skänninge.

Skänninge (uttal (fil)), äldre stavningar Scheninge och Skeninge, är en tätort belägen norr om Mjölby i Mjölby kommun i Östergötlands län. Den är en av Sveriges äldsta städer och har drygt 3 000 invånare. Varje år i augusti arrangeras marknaden Skänninge marken, en tradition som är över tusen år gammal.

## Historia

Skänninges stadsvapen föreställer jungfru Maria och bygger på ett sigill från 1300-talet.

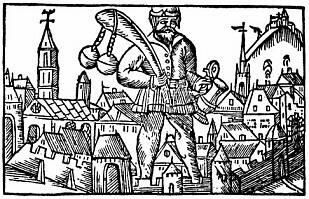
Skänninge på 1500-talet, enligt Olaus Magnus.

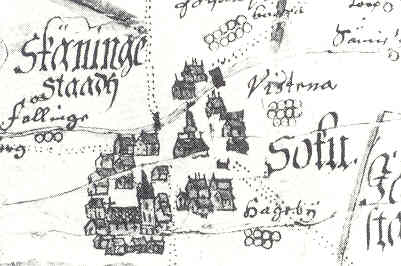
Skänninge vid 1600-talets mitt, enligt Jean de Rogiers karta.

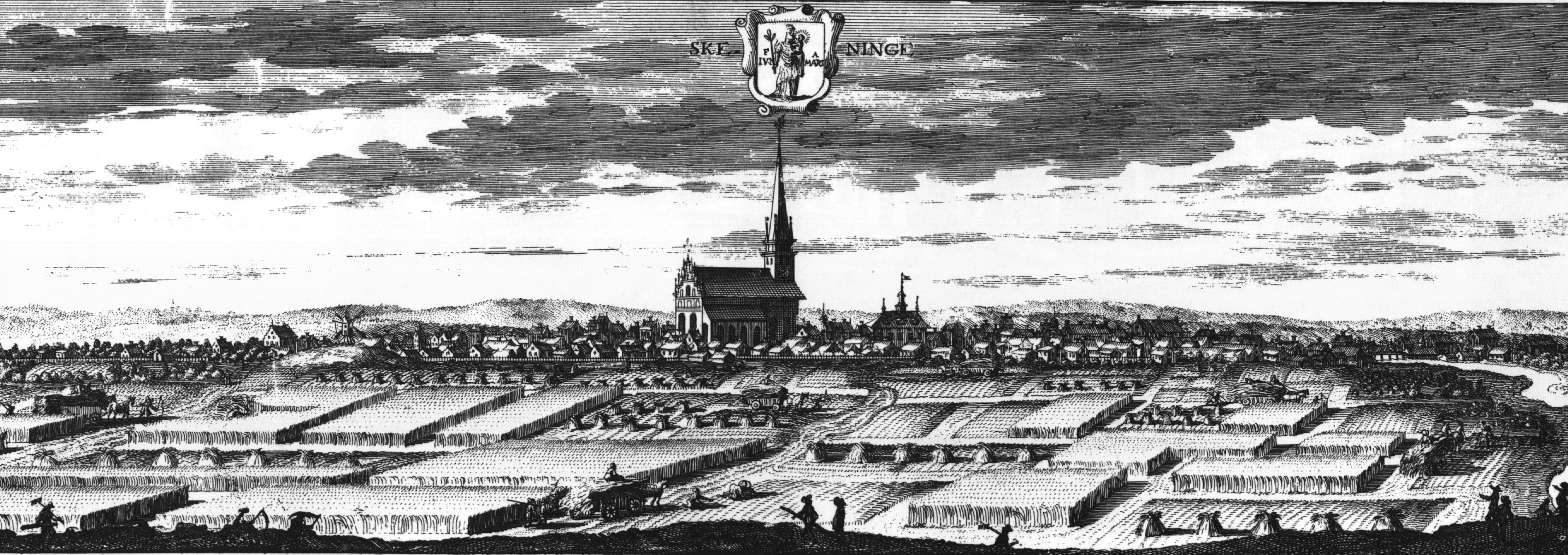
Skänninge i Suecia antiqua et hodierna, omkring år 1700.

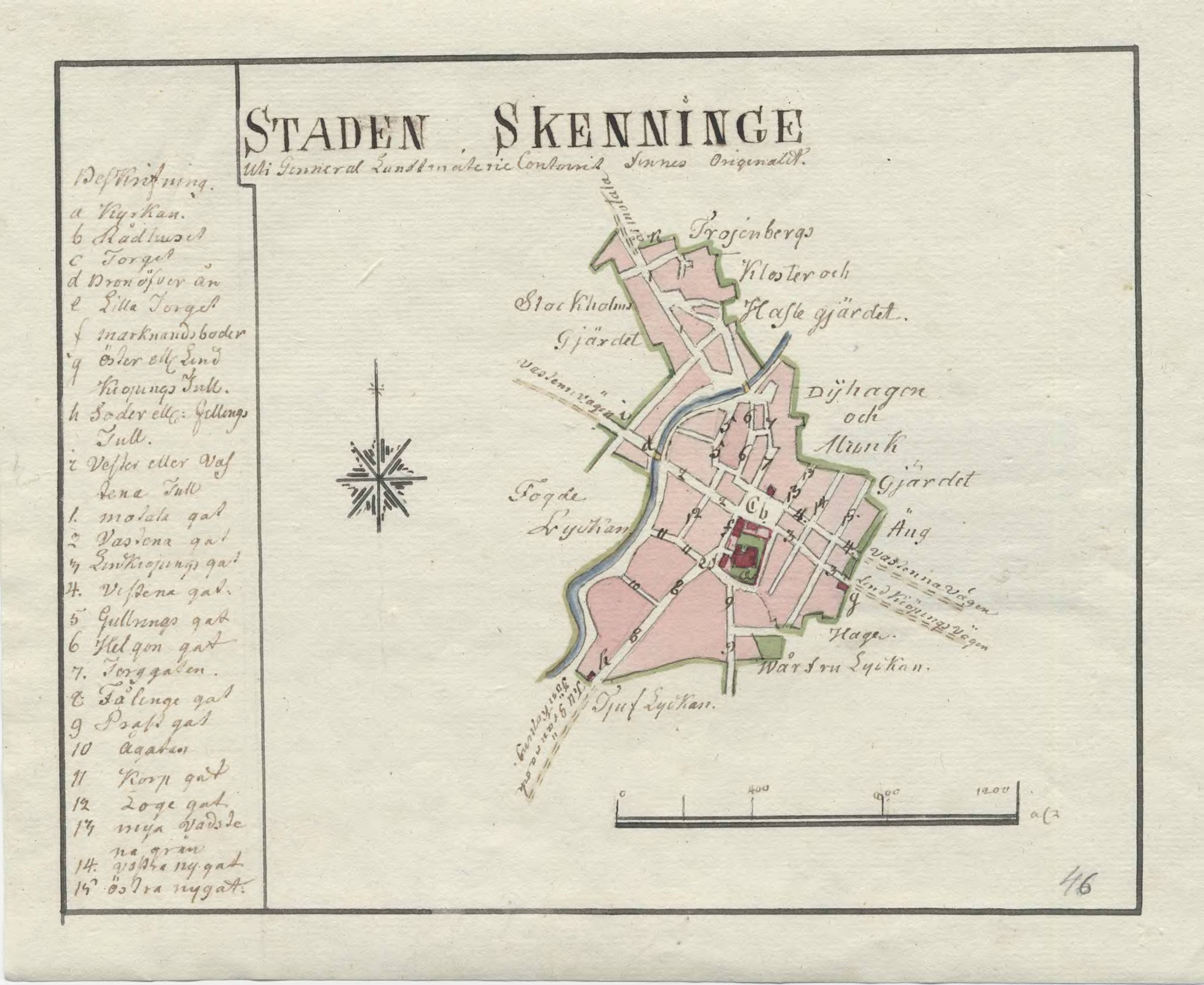
Karta över Skänninge från 1790-talet

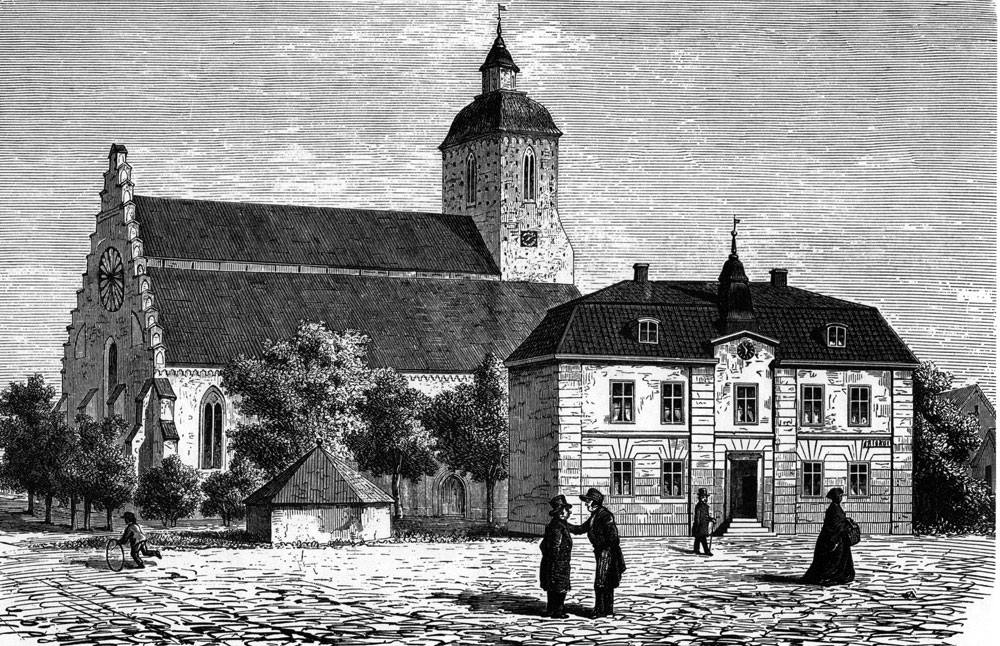
Skänninge omkring år 1850.

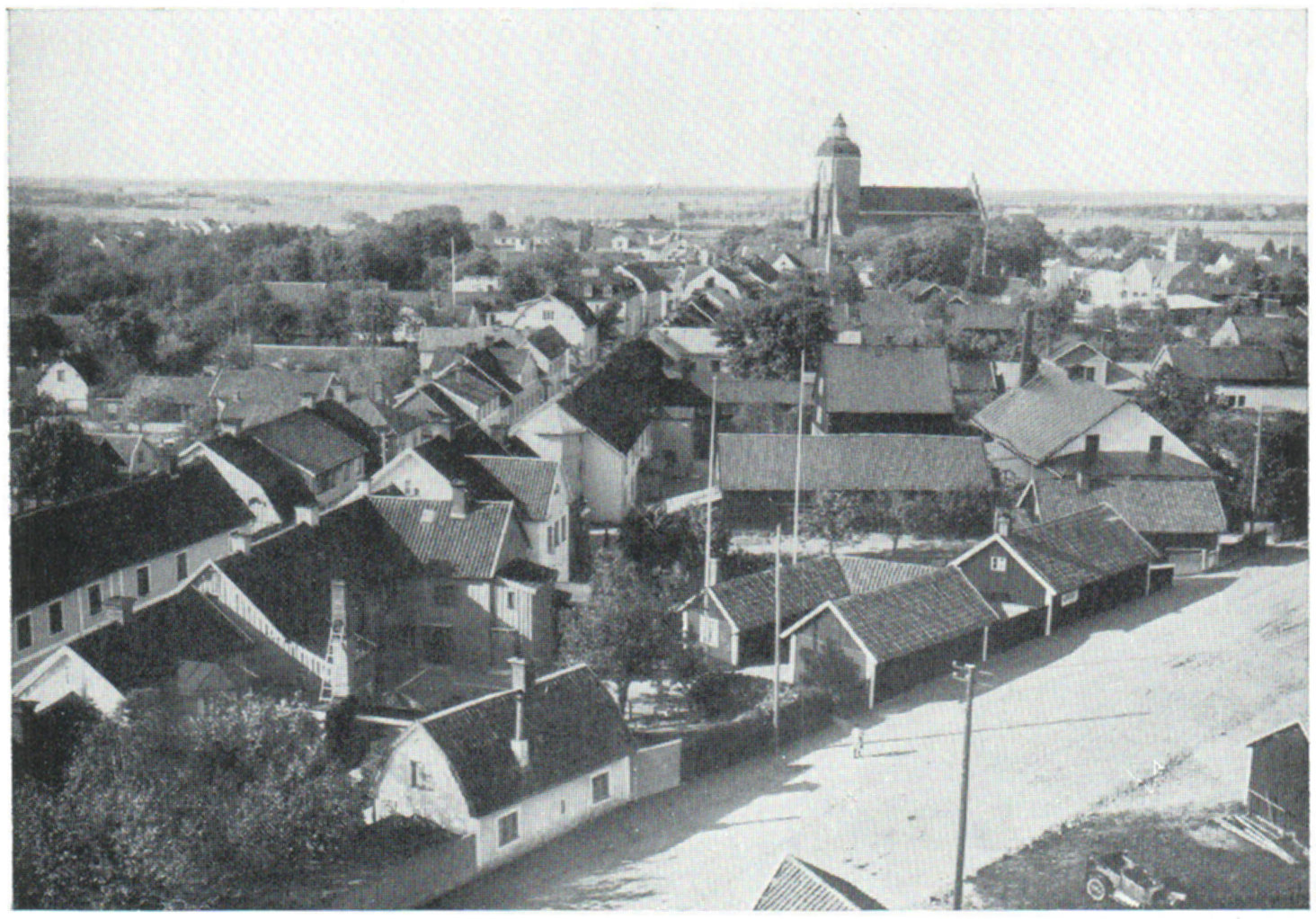
Skänninge 1930.

Det har framförts argument för att Skänninge i forntiden kan ha legat vid en sjö, kanske den i rimkrönikan omtalade Hogsta sjö, som skulle ha sträckt sig västerut ända till Bjälbo. Båda orterna ligger 100 meter över havet och mellan dem finns åkermark på lägre nivå utan fornfynd och äldre ortnamn. Om så är fallet, skulle sjön ha torrlagts redan under medeltiden. Den gamla landsvägen från Bjälbo skulle ha gått norr om sjön och från stadsdelen Nordanå (nutidens Vadstenavägen) över Storbron och Digra gatan nått stadens torg.

### Medeltidsstaden
Medeltiden gör sig fortfarande synbar i dagens Skänninge för gatunätet och därmed dess ytliga storlek är nästan densamma. Vårfrukyrkan helgad åt Maria reser sig på samma plats som där den byggdes av tyskarna och stod färdig 1306. Under förra seklet återbördades medeltida mark när ett kvinnligt dominikankonvent och ett hospital blottlades, samt en äldre stadskyrka restaurerades. Under de senare åren har man även infört en medeltidsmarknad och rest en kopia av den Rolandstaty, som en gång stod avskräckande framför rådhuset och mitt på stadens torg. Den heter Ture Lång och är en symbol för stadens suveränitet som restes i samband med en Götalandsutställning år 1989. Statyn som nu pryder torget under sommarhalvåret skapades fritt ur fantasin med hjälp av ett trätryck från Olaus Magnus 1550-talsverk Historia om de nordiska folken.
De tyska borgarna eftersträvade en fullständig stadsfrihet och för att tillgodose sina intressen gick de i förbund med andra städer liksom i fallet Hansan. I Sverige fick dock Hansan kompromissa med statsmakten för att få inträde i riket. Sveriges städer anlades i regel på Kronans mark vilket gav ett inflytande på stadens styrelseskick. I en del städer som i Skänninge tillsatte kungen fogdar som dikterade hans vilja för stadsmenigheten. Birger jarl krävde vid mitten av 1200-talet att tyskarna skulle behandlas som vilka svenskar som helst och att de ej skulle bli särbehandlade som privilegierade invånare. Ett krav som föga efterföljdes.
Hans ättling Magnus Eriksson utfärdade en stadslag hundra år senare som innebar att de tyska borgarna ej fick inneha mer än hälften av rådets platser i stadens högsta, beslutande instans. Magnus Eriksson var också den som satte stopp för städernas enskilda rättigheter och införde en gemensam stadslag för rikets alla städer. Innan dess hade deras lagar ofta skilt sig åt. Samtidigt konsoliderade kungamakten sitt inflytande i riket genom lands- och stadslagarna. Visby var en av de få nordiska städer som förde en självständig stadspolitik. I Skänninge fick borgarna anpassa sig till att bli statsvänliga, men införde ändå det tyska stadsskicket. Detta skedde även i andra svenska städer från Viborg till Lödöse och än i dag har vi tyska lånord som köping, rådhus, borgmästare och gille i det svenska språkbruket.

### I Bjälboättens skugga och tyskarnas roll
Skänninge blomstrade under medeltiden men någon större självständighet gentemot statsmakten lyckades man ej genomföra. Under den äldre epoken när Bjälboätten styrde riket, låg deras stamgods Bjälbo några kilometer utanför Skänninge. Kungafamiljen försökte få en stark kontroll över staden och under den här perioden hölls flera viktiga riksmöten i Skänninge, bland annat Skänninge möte 1248. Samtidigt dominerade de inflytelserika tyskarna som utgjorde runt hälften av stadens befolkning. Sin särställning försökte de visa genom att resa maktsymbolen Ture Lång, men ett enat styrelseskick splittras ändå av osämja mellan tyskar och svenskar. De olika nationaliteterna kunde ej dra jämnt och tvingades att ha särskilda kyrkor. Svenskarna hade ett skällsord för tyskarna, garpar, och tyskarnas kyrka kallades för Garpekyrkan.
Lokalhistorikern Mats Gilstring från Hov i Vadstena har i en intervju år 1994 i skriften Frihetens väktare. En berättelse om Skänninge sagt följande om tyskarnas roll: "Skänninge förändras med tyskarnas ankomst till staden, från att i början varit en handelsgata får den en tysk stadsplan med rådhus och kyrka vid ett torg. Skänninge som tidigare var Digragatan blir en hel stad. Det ser vi i dag av den gamla stadsplanen."
Skänninges medeltida rådhus låg där dagens stadshotell nu ligger. Arkeologerna fann där år 1953 murrester av kullersten och tegel, som troligen utgör rester av rådhuset som låg på torgets västra sida fram till år 1685. Rådhusets utseende är obekant, men kanske det påminde om Vadstenas som liknar ett försvarstorn. År 1421 omtalas Skänninge rådhus för första gången. Torget var stadens centrum och där fanns skola, rådhus och kyrka samt flera handelshus som tillhörde de rikaste köpmännen.
Den ryske fursten Peter Kropotkin berättar om torgens betydelse i sin bok Inbördes hjälp: "Under medeltiden åtnjöt torget allmänt skydd. Ingen fejd fick beröra den plats dit människor kom för att köpslå och skyddet gällde inom en viss omkrets därifrån; och om det uppstod gräl i den brokiga skara av köpare och säljare, måste det avgöras av dem som beskydde torget - av samhällets domstol eller av biskopens, feodalherrens eller kungens domare. En främling som kom för att handla var en gäst, och han gick även under detta namn. T o m herremannen, som utan betänkligheter plundrade en köpman på landsvägen, respekterade das Weichbild, det vill säga den påle (eller Rolandstaty) som stod på torget och som bar antingen konungens vapen eller en handske eller orthelgonets bild eller endast ett kors, beroende om torget stod under konungens, herremannens, ortens kyrka eller folkförsamlingens skydd. Det är lätt att förstå hur stadens domsrätt över sig själv kunnat utvecklas ur den speciella rättskipning som gällde för torgplatserna, när väl staden en gång fått denna senare, frivilligt eller ej. Och ett sådant ursprung till städernas självständighet, vilket i många fall kan spåras, satte givetvis sin prägel på deras senare utveckling."
Under Birger jarls regeringstid samlades handelsmän och hantverkare vid den gamla mötesplatsen intill det vadställe där staden växte fram och Gilstring berättar: "Birger jarl hade livliga kontakter med tyskarna. Tyska handelsmän som hade gott gehör hos konungen fick möjligheter att slå sig ned vid Skenaån. Oftast gav sig en handelsman i väg för att pröva lyckan och gick det bra sände han efter folk från sin hemtrakt. Sådana han kunde lita på när handelsverksamheten skulle utvidgas. Det kan jämföras med hur de första människorna kom från Europa till USA. Invandrare med yrkeskunskaper åkte först över. En frisjäl lämnade sitt hemland och med en stor kraft etablerade han sig i landet. Samtidigt blev han en språngbräda för andra släktingar som ville ta sig över."
Magnus Erikssons stadslag från 1350-talet begränsade städernas fria utveckling. Under 1400-talet när de på nytt försökte frigöra sig hade Skänninge hamnat i bakvattnet. Grannstaden Vadstena hade då utkonkurrerat Skänninge som dessutom råkade ut för två förödande bränder, år 1447 och 1466. Detta påskyndade nedgången för det som en gång varit "Götalands huvudstad". 
Istället har därför Vadstena fått belysa den självständighet som senmedeltidens städer utvecklade på 1400-talet.
Vadstena strax väster om Skänninge vid sjön Vättern, har sitt ursprung i en kungsgård som skänktes till Birgittinorden. Där lät de grunda sitt moderkloster och runt denna borglika anläggning växte staden fram under 1300-talets andra hälft.
Västra delen av östgötaslätten är bördig, men under senmedeltiden efter den stora befolkningsminskningen i samband med digerdöden, blev avkastningen från bygdens jordbruk ej tillräcklig för att hålla liv i dessa två närbelägna städer.
Vadstena vann tvillingstädernas kamp och för att framhäva sin egenart och hålla inkräktare borta, lät man på 1400-talet uppföra en stadsmur. Skänninge antas också ha haft någon form av stadsmur. Den i Skänninge födde Olaus Magnus berättar i sitt historiska verk att "en ström vid namn Skena, som en viss tid på året häftigt rusar öfver sina bräddar och då når fram ända till stadens murar".
När Vadstena fick sina murar hade Skänninge redan förlorat sin roll som regionens huvudort, men staden var ändå viktig att skydda mot inkräktare och för att ingen skulle kunna smita ifrån att betala tull, en avgift som krävdes för att utomstående skulle få komma innanför murarna. Spår av Skänninges stadsmur påträffades 2004 i samband med stora arkeologiska utgrävningar. Någon åldersbestämning har dock ej blivit genomförd, men sannolikt är den äldre än Vadstenas. Riksantikvarieämbetets arkeologer antog hösten 2004 att hela Skänninge under medeltiden varit omgärdad av en 4,5 meter bred och 1,5 meter djup vallgrav, möjligen som i Vadstena kombinerad med en rest palissad eller ett plank. Vid utgrävningarna hittades också fragment av ett par Eskilstunakistor i den nu försvunna S:t Martins kyrka.

### Klosterstaden
Skänninge skulle säkert ha klarat sig bättre om inte reformationen hade utplånat dess religiösa centrum. Stadens två kloster hade nämligen konserverat Skänninge som kyrkostad, vilket också skedde på andra platser. Kyrkostäder har ändå ibland klarat sig, trots att de ekonomiska förutsättningarna ej längre funnits kvar. Skänninges båda dominikankonvent betydde oerhört mycket för staden och flera stora tilldragelser skedde under medeltiden i deras regi och de katolska klostren hade liksom den tyska borgarklassen en avsevärd betydelse för stadens utveckling.
Dominikanerna kom till Skänninge under 1200-talets första hälft då landets andra konvent efter Visby öppnades. År 1237 grundades Sankt Olofs brödrakonvent. Det är möjligt att det byggdes på lämningarna av ett ofullbordat cistercienserkloster från 1150-talet. Man vet inte, för en ladugård står ovanpå lämningarna och inga större arkeologiska undersökningar har kunnats göras förrän möjligen nu när ett dubbelspår ska byggas längs järnvägssträckningen Mjölby-Motala.
S:t Olofs konvent var ett för dominikanerna ovanligt namn. Namnet hade ett samband med att årets största marknad - Skänninge marken hölls vid Olofsmässan i slutet av juli. Jungfru Maria var annars dominikanernas skyddshelgon och vid sidan om stod martyren Petrus och Maria Magdalena som deras beskyddare. Under 1270-talet grundades S:ta Ingrids kloster och kyrka av Ingrid Elofsdotter, en kvinna av högadlig norsk släkt som blev dess abbedissa. Möjligen namngavs S:t Olofs kloster under hennes inflytande. En Allhelgonakyrka byggdes jämte Sankt Martins kyrka, som troligen tidigare varit sockenkyrka. Man byggde in den gamla kyrkan i konventskomplexet.
Skänninge hade på kort tid fått sina två dominikankonvent och blev en av provinsen Dacias viktigaste kyrkoorter (Dacia omfattade hela Norden). I staden anlades förutom de två klostren, en tysk kyrka och den svenska Allhelgonakyrkan, samt ett antal mindre kapell, vilket säkert imponerade på stadens besökande som kom för att gå på marknader, politiska och kyrkliga möten, få vård eller bara roa sig i det pulserande stadslivet. Till skillnad mot vissa andra klosterordnar slog dominikanerna sig ner i städerna, eftersom de helst ville vara där besluten fattades, transaktionerna genomfördes och mängder av människor strålade samman.
Petrus de Dacia vistades cirka sju år i stadens brödrakonvent och man kan spåra honom i ett av initiativen till grundandet av S:ta Ingrids systrakonvent, Skänninge nunnekloster. Tillsammans med en grupp rika och fromma kvinnor lät han i Skänninge öppna ett av landets två kvinnliga dominikankonvent. Det andra var Kalmar nunnekloster. Det manliga konventet kom med tiden i skymundan för det kvinnliga av flera orsaker. En av dessa var den på medeltiden förödande elden. År 1288, 1291, 1447 och 1466 härjades S:t Olofs kloster av de röda flammorna. Det försvagade dess ekonomi och inte blev det bättre av att stormannaätternas familjer hellre valde S:ta Ingrids konvent för sina sista viloplatser, som därmed fick stora gåvor.
Sankta Ingrid vallfärdade flera gånger under sitt liv till Rom. Hon avhöll sig från kulinariska rätter och befann sig ofta i extas. Hon vigde sitt liv åt Gud och det konvent hon själv grundade i Skänninge. Efter hennes död började folk vallfärda till orten och hon blev närpå helgonförklarad, vilket medförde en god inkomst och det blev ännu bättre när systerkonventet i Kalmar år 1504 flyttades till Skänninge efter otaliga krigsslag i östra Småland. S:ta Ingrids kloster fick nu disponera över kalmarkonventets jordegendomar och dess övriga tillgångar och privilegier. Dessutom hade Bjälbos siste ägare, kung Magnus Eriksson, skänkt sitt gods i Skänninge till S:ta Ingrids kloster år 1335.
S:ta Ingrid kanoniserades aldrig, hon fick aldrig bli ett helgon, men påven medgav att hon fick translationeras. Det innebar en skrinläggning av hennes kvarlevor vilket ägde rum år 1507. Stora festligheter hölls och det var en av dominikanernas sista glädjande tillfällen innan Gustav Vasas reformation krossade alla klosterordnar.

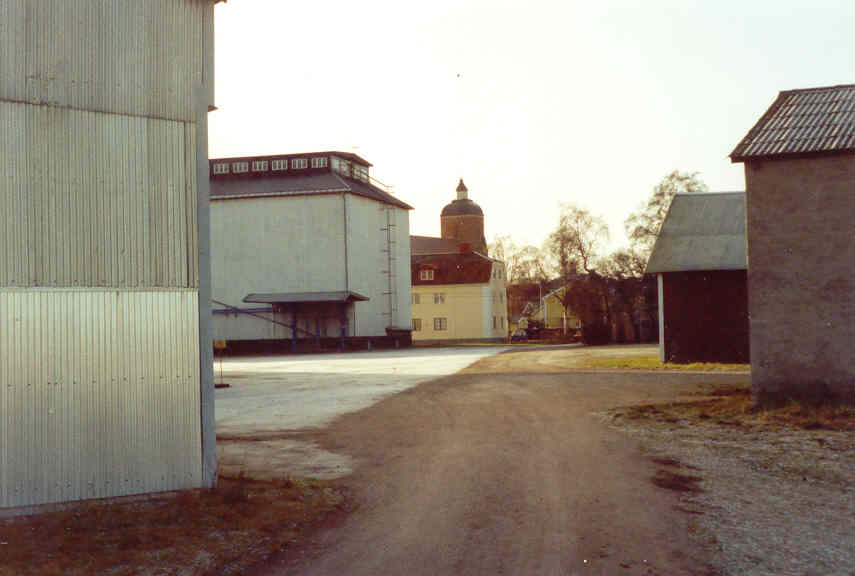
Bland industri- och ladugårdsbyggnader fanns Sveriges äldsta tegelbyggnad, S:t Olofs kloster i Skänninge.

### Skänninge efter reformationen
Det var en sargad stad som framträdde efter reformationen. I 300 år förde staden en tynande tillvaro, endast vid de regelbundet återkommande marknaderna levde den upp. Skänninge blev skådeplats för uppvisningen av Sveriges första elefant år 1806, varvid befolkningen så ondgjorde sig över biljettpriserna, att de igångsatte Elefantupploppet i Skänninge; först under andra marknadsdagen kunde lugnet återställas med hjälp av rekvirerad militär. Elefanten dog 1807 i Köpenhamn.
Staden började leva upp igen med järnvägens tillkomst 1873 och hade vid årsskiftet 1969–1970 4 521 invånare; då hade Allhelgona, Bjälbo och Järstad införlivats 1952. Sedan den 1 januari 1971 ingår Skänninge i Mjölby kommun, och Skänninges kulturhistoriska betydelse är åter på uppgång. Numera har man också en medeltidsmarken i september, vid sidan av den traditionella i augusti.
År 1929 firade man 400-årsjubileet av de stadsprivilegier som Gustav Vasa utfärdade, de äldsta bevarade. Östergötlands läns hushållsningssällskap förlade årets länslantbruksmöte till staden. En konst-, hantverks- och industriutställning invigdes av kronprins Gustaf VI Adolf den 20 juni.

### Administrativa tillhörigheter
Skänninge stad  ombildades vid kommunreformen 1862 till en stadskommun. Stadskommunen utökades 1952 och uppgick 1971 i Mjölby kommun.
I kyrkligt hänseende hör orten till Skänninge församling, före omkring 1300 till Sankt Martins församling.
Orten ingick till 1939 i domkretsen för Skänninge rådhusrätt och därefter till 1971 i Folkungabygdens tingslag. Från 1971 till 2002 ingick orten i Mjölby domsaga och ingår sedan 2002 i Linköpings domsaga.

### Befolkningsutveckling
| Befolkningsutvecklingen i Skänninge 1950–2020 | Befolkningsutvecklingen i Skänninge 1950–2020 | Befolkningsutvecklingen i Skänninge 1950–2020 | Befolkningsutvecklingen i Skänninge 1950–2020 | Befolkningsutvecklingen i Skänninge 1950–2020 |
| --------------------------------------------- | --------------------------------------------- | --------------------------------------------- | --------------------------------------------- | --------------------------------------------- |
|                                               |                                               |                                               |                                               |                                               |
| År                                            |                                               |                                               | Folkmängd                                     | Areal (ha)                                    |
| 1950                                          | 1950                                          |                                               | 2 353                                         |                                               |
| 1960                                          | 1960                                          |                                               | 2 678                                         |                                               |
| 1965                                          | 1965                                          |                                               | 3 269                                         |                                               |
| 1970                                          | 1970                                          |                                               | 3 559                                         |                                               |
| 1975                                          | 1975                                          |                                               | 3 627                                         |                                               |
| 1980                                          | 1980                                          |                                               | 3 779                                         |                                               |
| 1990                                          | 1990                                          |                                               | 3 745                                         | 269                                           |
| 1995                                          | 1995                                          |                                               | 3 535                                         | 270                                           |
| 2000                                          | 2000                                          |                                               | 3 191                                         | 273                                           |
| 2005                                          | 2005                                          |                                               | 3 242                                         | 274                                           |
| 2010                                          | 2010                                          |                                               | 3 140                                         | 276                                           |
| 2015                                          | 2015                                          |                                               | 3 358                                         | 303                                           |
| 2020                                          | 2020                                          |                                               | 3 390                                         | 313                                           |
|                                               |                                               |                                               |                                               |                                               |

## Stadsbild

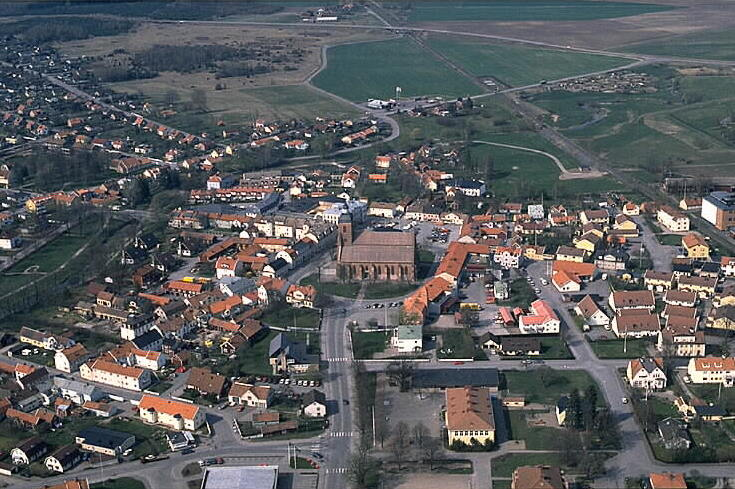
Flygbild från 1993.

Utmärkande byggnader i Skänninge är främst Vårfrukyrkan, Stadshotellet, Rådhuset från 1700-talet, samt miljön kring torget och ner i "Gamla Skänninge". Stadskärnan är välbevarad, med den mesta av handeln samlad kring torget. Torget är vanligtvis parkeringsplats, men till Skänninge Marken varje år är den navet för marknadsaktiviteterna.

## Kommunikationer
Riksväg 50 mellan Mjölby och Motala passerar Skänninge. Östgötatrafiken trafikerar staden med bussar från bland annat Vadstena, och pendeltåg till Motala och Mjölby. Mellan 1973 och 2013 stannade inga tåg i Skänninge, men i och med att dubbelspår byggts mellan Mjölby och Motala (del av sträckan Hallsberg–Mjölby) etablerade Mjölby kommun en återöppnad persontågshållplats i staden och där görs uppehåll med Östgötapendeln sedan den 8 april 2013.  Sedan december 2014 stannar även Tåg i Bergslagen (på linjen Örebro–Mjölby) i Skänninge.

## Näringsliv

### Bankväsende
Skeninge och kringliggande socknars sparbank grundades 1863 och var en fristående sparbank fram till 1960 när den uppgick i Linköping-Skänninge sparbank, senare en del av Swedbank.
Skeninge folkbank grundades år 1876 och avvecklades på 1880-talet. Vadstena enskilda bank öppnade ett kontor i Skänninge den 1 juli 1868. Vid denna banks upphörande övertogs kontoret i Skänninge av Östergötlands enskilda bank. Under en period hade även Svenska lantmännens bank ett kontor i Skänninge. Denna bank uppgick i Jordbrukarbanken som år 1928 av regeringen ålades att dra in kontoret i Skänninge.
Östgöta Enskilda Bank/Danske Bank lade ner kontoret i Skännine i juni 2003. År 2011 lade även Swedbank ner sitt kontor.

## Galleri

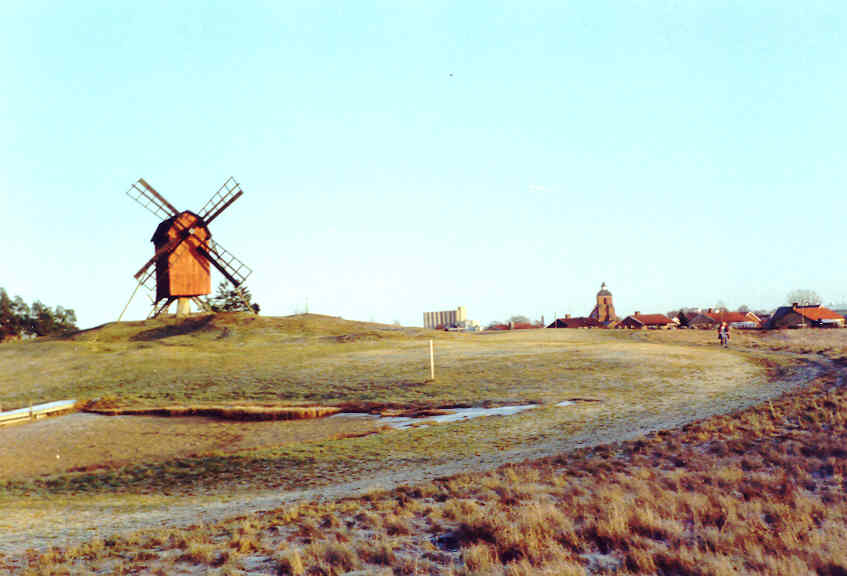
Väderkvarnsbacken i Skänninge. (Själva väderkvarnen finns dock inte längre på grund av en eldsvåda.) Här finns också en konstgjord badsjö på sommarhalvåret.
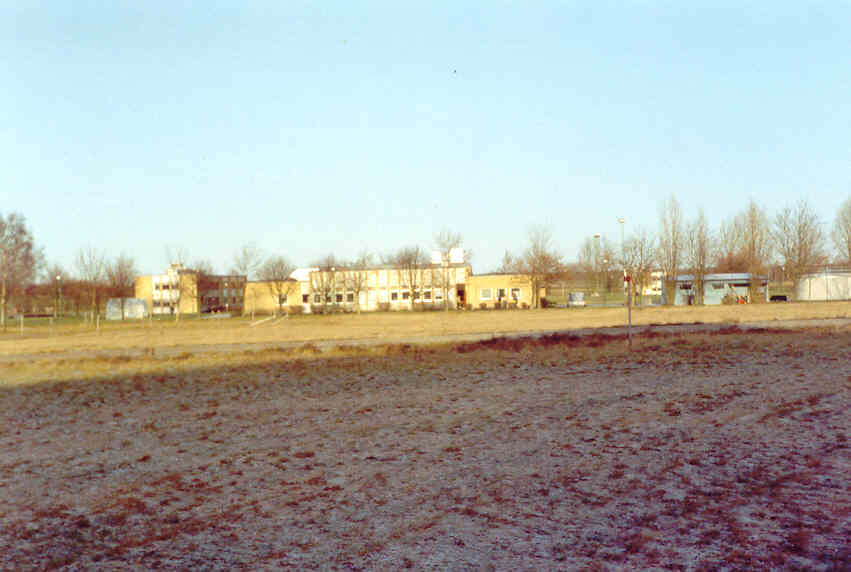
Fängelset i Skänninge.
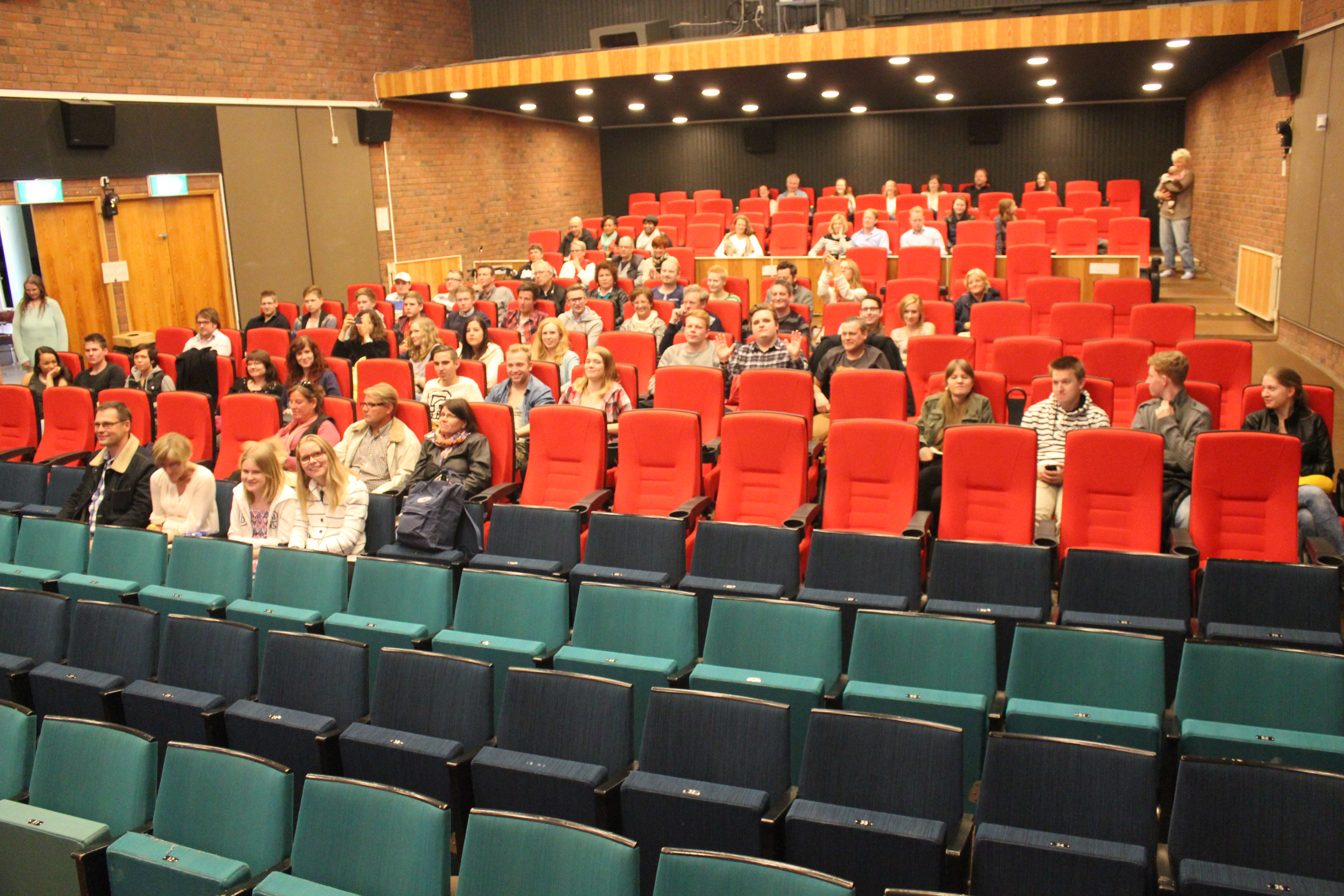
Centrumbiografen i Skänninge

## Kända personer från Skänninge
- Adolf Fredrik Lindblad, tonsättare
- Olaus Magnus, präst, titulärärkebiskop, diplomat, humanist, etnolog och kartograf
- Sankta Ingrid av Skänninge (1281–1282), grundare av kloster